# Leptonycteris
Leptonycteris is een geslacht van zoogdieren uit de familie van de bladneusvleermuizen van de Nieuwe Wereld (Phyllostomidae). De wetenschappelijke naam van het geslacht werd in 1891 gepubliceerd door Richard Lydekker.

## Soorten
Er worden 3 soorten in dit geslacht geplaatst:
- Leptonycteris curasoae G. S. Miller, 1900
- Leptonycteris nivalis (de Saussure, 1860)
- Leptonycteris yerbabuenae L. Martínez & Villa-Ramírez, 1940